# Bisdom Pittsburgh
Het bisdom Pittsburgh (Latijn: Dioecesis Pittsburgensis) is een rooms-katholiek bisdom met als zetel Pittsburgh, in de Amerikaanse staat Pennsylvania. Het bisdom is suffragaan aan het aartsbisdom Philadelphia. 

## Geschiedenis
Het bisdom werd opgericht op 11 augustus 1843, uit delen van het bisdom Philadelphia, en was suffragaan aan het aartsbisdom Baltimore. Op 12 februari 1875 veranderde het van kerkprovincie en werd suffragaan aan het aartsbisdom Philadelphia.
Het verloor meermaals gebied bij de oprichting van de bisdommen Erie (1853), Allegheny (1876), Altoona (1901) en Greensburg  (1951). In 1889 kreeg het gebied erbij toen het bisdom Allegheny werd opgeheven. 

## Parochies
Het bisdom had in 2021 een oppervlakte van 9.722 km2 en telde 1.893.567 inwoners waarvan 33,0% rooms-katholiek was.

## Bisschoppen
- Michael J. O’Connor (11 augustus 1843 - 29 juli 1853, 20 december 1853 - 20 mei 1860)[1]
  - John Baptist Byrne (coadjutor: 13 april 1857 - 21 november 1857)
- Michael Domenec (28 september 1860 - 11 januari 1876)
- John Tuigg (11 januari 1876 - 7 december 1889)
- Richard Phelan (7 december 1889 - 20 december 1904; coadjutor sinds 12 mei 1885)
- John Francis Regis Canevin (20 december 1904 - 9 januari 1921; coadjutor sinds 16 januari 1903)
- Hugh Charles Boyle (16 juni 1921 - 22 december 1950)
- John Francis Dearden (22 december 1950 - 18 december 1958; coadjutor sinds 13 maart 1948, kardinaal in 1969)
  - Coleman Francis Carroll (hulpbisschop: 25 augustus 1953 - 13 augustus 1958)
- John Joseph Wright (23 januari 1959 - 1 juni 1969; kardinaal in 1969)
  - John Bernard McDowell (hulpbisschop: 19 juli 1966 - 9 september 1996)
- Vincent Martin Leonard (1 juni 1969 - 30 juni 1983; hulpbisschop sinds 28 februari 1964)
  - Anthony Gerard Bosco (hulpbisschop: 14 mei 1970 - 2 april 1987)
- Anthony Joseph Bevilacqua (10 oktober 1983 - 8 december 1987; kardinaal in 1991)
- Donald William Wuerl (11 februari 1988 - 16 mei 2006; kardinaal in 2010)
  - William Joseph Winter (hulpbisschop: 21 december 1988 - 20 mei 2005)
  - Thomas Joseph Tobin (hulpbisschop: 3 november 1992 - 5 december 1995)
  - Paul Joseph Bradley (hulpbisschop: 16 december 2004 - 6 april 2009)
- David Allen Zubik (18 juli 2007 - heden; hulpbisschop: 18 februari 1997 - 10 oktober 2003)
  - William John Waltersheid (hulpbisschop: 25 februari 2011 - heden)
  - Mark Anthony Eckman (hulpbisschop: 5 november 2021 - heden)

## Galerij van afbeeldingen

Wapen van het bisdom
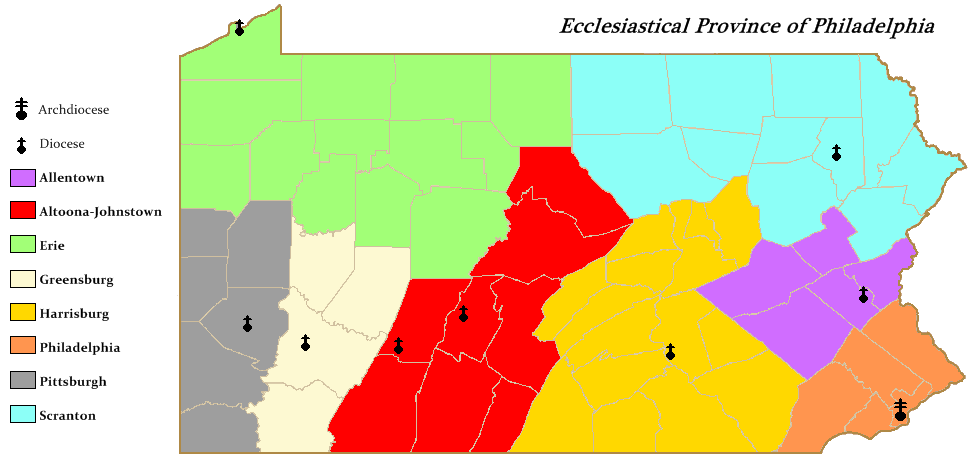
Kerkprovincie met aartsbisdom en suffragane bisdommen
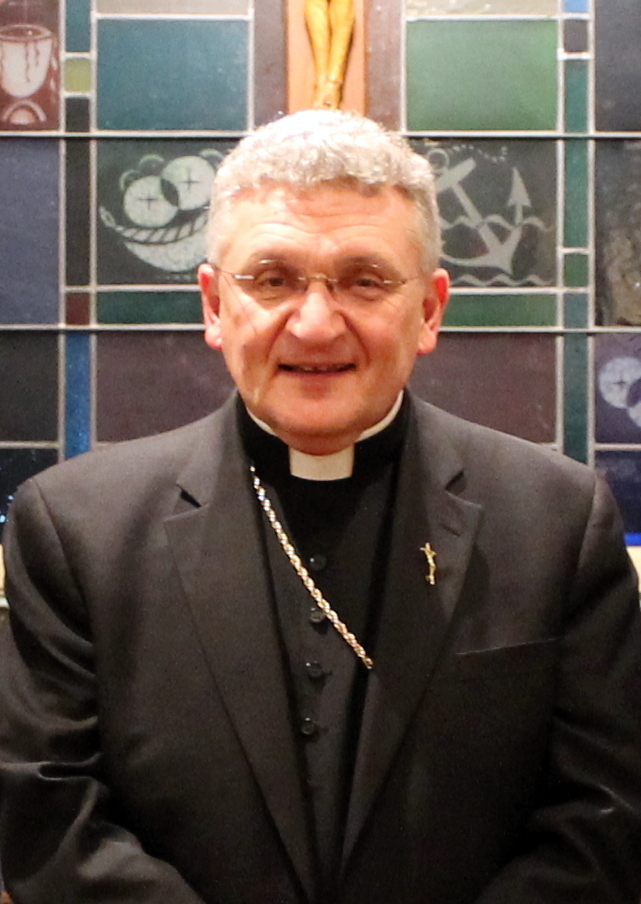
Bisschop David Allen Zubik (2007-heden)

Philadelphia (aartsbisdom) · Allentown · Altoona-Johnstown · Erie · Greensburg · Harrisburg · Pittsburgh · Scranton
Voormalig: Allegheny